# رودخانه گوآریکو
رودخانه گوآریکو (به انگلیسی: Guárico River) رودخانه‌ای است که در ونزوئلا جریان دارد.